# Кукоба, Анатолий Тихонович
Кукоба, Анатолий Тихонович (8 ноября 1948, Полтава — 17 января 2011, Полтава) — украинский политик, первый городской глава Полтавы времён независимой Украины.

## Биография
Родился в г. Полтаве, в рабочей семье. Образование высшее. Закончил Полтавский инженерно-строительный институт, инженер-строитель. Трудовую деятельность начал рабочим. После окончания института и службы в Вооруженных силах работал мастером, инженером, начальником строительной организации. С 1977 г. находился на выборных должностях в местных органах власти, где в основном вел вопросы капитального строительства.
В апреле 1990 г. возглавил Полтавскую городскую раду.
Единственный на Украине городской голова, которого пять раз (в 1990, 1994, 1998, 2002, 2006 гг.) избирали председателем городского совета, а после принятия Закона «О местном самоуправлении» — городским головой.
Народный депутат Украины 4 и 5 созывов, председатель Полтавской областной государственной администрации.
Член Партии регионов.
Анатолий Кукоба выступил инициатором возведения в Полтаве в 2006 году известного ныне памятника галушке.
Умер в г. Полтаве.

## Награды
- Орден князя Ярослава Мудрого III ст. (29 декабря 2004) — за выдающийся личный вклад в становление независимого Украинского государства, многолетнюю плодотворную работу в органах местного самоуправления и активную законотворческую деятельность[2]
- Орден князя Ярослава Мудрого IV ст. (23 сентября 1999) — за значительный личный вклад в социально-экономическое развитие города Полтавы, весомые трудовые достижения[3]
- Государственная премия Украины в области архитектуры 2000 года — за комплексную реконструкцию исторического центра города Полтавы (в составе коллектива)[4]
- Заслуженный строитель Украины (8 августа 1997) — за значительный личный вклад в сооружение объектов промышленного, гражданского и социально-культурного назначения, повышение эффективности строительного производства[5]
- Почётная грамота Кабинета Министров Украины (21 сентября 2000) — за весомый личный вклад в социально-экономическое развитие г. Полтавы, весомые трудовые достижения и высокий профессионализм[6]